# قیمت ثابت کوکاکولا از ۱۸۸۶ تا ۱۹۵۹

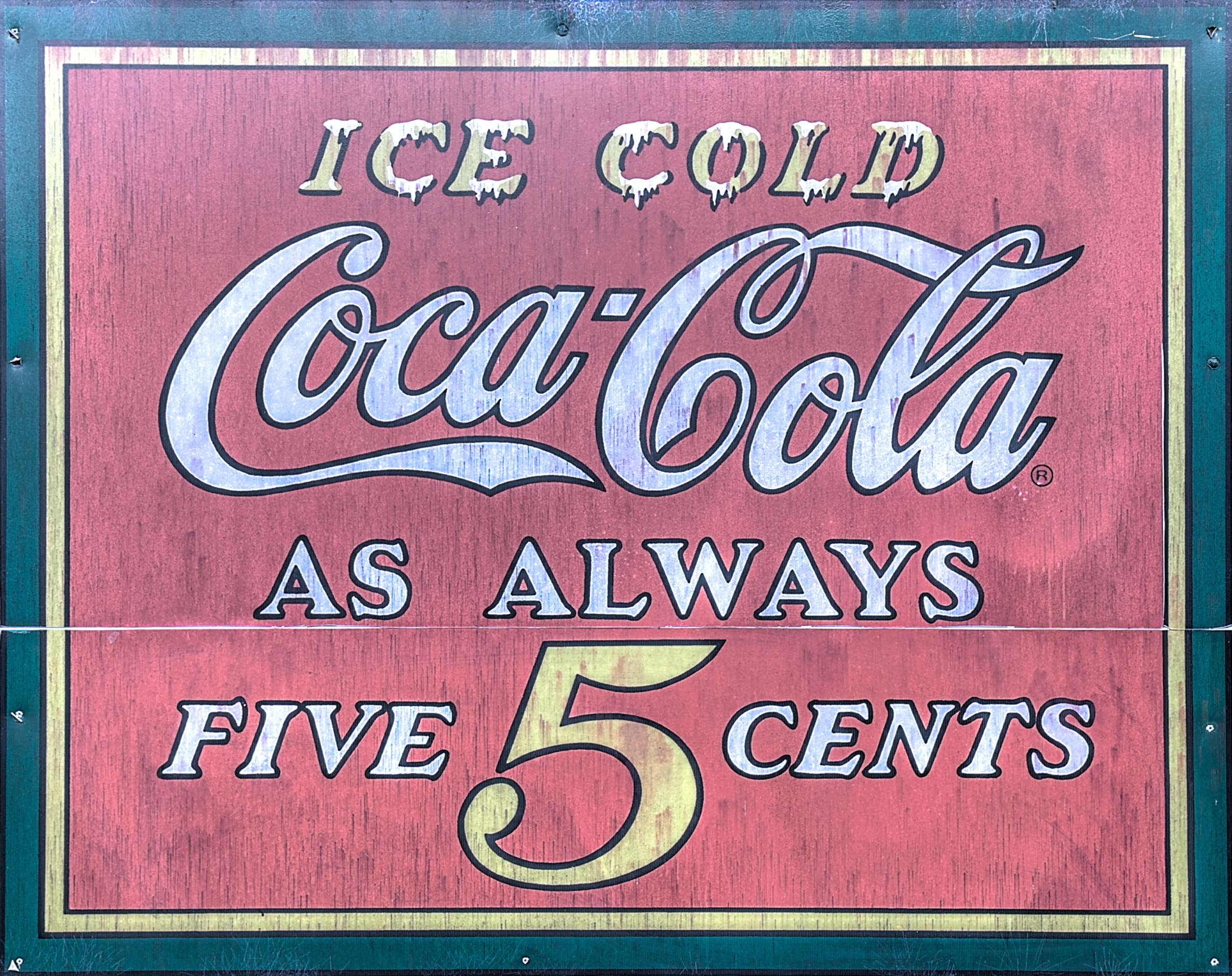
تابلوی ۵ سنت کوکاکولا در مرکز طبیعت داوست تریلز

بین سالهای ۱۸۸۶ و ۱۹۵۹، (۷۳ سال) یک لیوان یا بطری کوکاکولا ۶٫۵ اونس سیال آمریکا (۱۹۰ میلی لیتری) پنج سنت یا یک نیکل قیمت ثابت داشت. این قیمت به دلایل مختلف از جمله قراردادها، تبلیغات، دستگاه‌های فروش خودکار و تورم پایین تقریبا ثابت ماند. حتی در طول رویدادهایی مانند تأسیس پپسی، جنگ جهانی اول، ممنوعیت الکل در ایالات متحده آمریکا، رکود بزرگ و جنگ جهانی دوم، قیمت ثابت باقی ماند. کوکاکولا اولین بار توسط دکتر جان پمبرتون در سال ۱۸۸۶ ساخته شد و به قیمت پنج سنت فروخته شد. کوکاکولا بر فروش محصولات بیشتر با قیمت کمتر تمرکز کرد. کوکاکولا قرارداد بطری خود را در سال ۱۹۲۱ تغییر داد، اما قیمت آن تا اواخر دهه ۱۹۵۰ در پنج سنت باقی ماند. قیمت در نهایت تا سال ۱۹۵۹ به شش، هفت و ده سنت افزایش یافت.
توانایی کوکاکولا در حفظ قیمت ثابت برای بیش از هفت دهه بسیار قابل توجه است. عوامل متعددی به این ثبات کمک کردند. اولاً، قراردادهای ۱۸۹۹ بطری به شرکت اجازه می‌داد تا نوشیدنی را با قیمت ثابت بفروشد و با فروش محصولات بیشتر با قیمت کمتر، سود را به حداکثر برساند. این استراتژی بیشتر توسط کمپین‌های بازاریابی تهاجمی که خرده فروشان را تشویق می‌کرد تا قیمت را در پنج سنت نگه دارند، پشتیبانی شد.
تلاش جالب دیگر شرکت کوکاکولا برای افزایش قیمت بدون تغییر سکه، استفاده از «بلنک‌های رسمی» بود. اینها بطری‌های خالی بودند که در ماشین‌های فروش خودکار قرار می‌گرفتند و از هر ۹ بطری ۱ بطری را تشکیل می‌دادند. زمانی که مشتری یک کوکاکولا می‌خرید، ۱ در ۹ احتمال وجود داشت که باید دو نیکل را برای تهیه یک بطری وارد کند. این به‌طور مؤثر قیمت را به ۵٫۶۲۵ سنت افزایش داد. اما این استراتژی هرگز در مقیاس ملی اجرا نشد.
در سال ۱۹۵۱، کوکاکولا قرار دادن «پنج سنت» روی مواد تبلیغاتی جدید را متوقف کرد و مجله فوربز در مورد قیمت «غمگین» کوکاکولا گزارش داد. پس از اینکه برنامه رابرت وودراف، رئیس کوکاکولا برای ضرب سکه ۷٫۵ سنت شکست خورد، بیزینس ویکلی قیمت کوکاکولا را به ۶، ۷ و ۱۰ سنت در سراسر کشور گزارش داد. در سال ۱۹۵۹، آخرین بطری کوکاکولا با قیمت ۵ سنت فروخته شد.